# Renfrew Creamery Kings
Renfrew Hockey Club, tudi znan kot Renfrew Creamery Kings in "Renfrew Millionaires", je bil profesionalni hokejski klub iz Renfrewa, Ontario. Sodeloval je v premierni sezoni lige NHA, predhodnice današnje NHL lige. Domača dvorana kluba je bila Renfrew Hockey Arena.

## Zgodovina
Ustanovitelj kluba in milijonar Ambrose O'Brien, ki je obogatel z rudniki srebra v območju Cobalta in okolici, se je želel pridružiti novi ligi Canadian Hockey Association z že obstoječo ekipo Renfrew, ki je igrala v polprofesionalni ligi Federal Hockey League. Zavrnili so ga, zato je z ostalimi zavrnjenimi klubi ustanovil ligo NHA. 
O'Brienova finančna sredstva so bila v prvi vrsti namenjena Creamery Kingsom, ker je želel svojemu rodnemu mestu Renfrewju pridobiti Stanleyjev pokal. V prvi sezoni je bila postava kluba tako zelo kakovostna, saj so za klub igrali Frank Patrick, Lester Patrick - prejemala sta plačo 3.000 $ - in Cyclone Taylor, ki je prejemal tedaj rekordno plačo 5.250 na celotno sezono, ki je sicer potekala le dva meseca. Posledično je klub kmalu postal znan kot »milijonarji« (»millionaires«). Nadalje je O'Brien med sezono podpisal še z Newsyjem Lalondejem, ki je prišel iz moštva Montreal Canadiens in je postal vodilni strelec lige NHA v njeni prvi sezoni. Moštvo je treniral bivši igralec moštva Ottawa Hockey Club in kasnejši član Hokejskega hrama slavnih lige NHL Alf Smith. Z razmerjem zmag, porazov in remijev 8-3-1 je Renfrew v prvi sezoni končal na 3. mestu.
V svoji drugi in zadnji NHA sezoni je Renfrew izgubil Lalondeja, ki se je vrnil k Canadiensom, in končal z razmerjem 8-8, kar ga je uvrstilo na 3. mesto. Don Smith in Odie Cleghorn sta na lestvici strelcev osvojila 3. oziroma 5. mesto (v tem vrstnem redu). Zadnja pomembnejša profesionalna tekma kluba je potekala 7. marca 1911, tedaj so z izidom 7-6 premagali Wandererse. 
Zatem je postal vse očitneje, da majhna rudarska mesta s severa Ontaria kot Renfrew, Cobalt in Haileybury ne morejo podpirati velikih profesionalnih moštev. O'Brienu tako ni preostalo drugega, kot da klubu ustavi delovanje.

## Vidnejši igralci
- Newsy Lalonde
- Lester Patrick
- Frank Patrick
- Didier Pitre
- Alf Smith
- Cyclone Taylor